# Vickers F.B.5
Vickers F.B.5 (где F.B. — Fighting Biplane) — британский двухместный биплан с толкающим винтом времён начала Первой мировой войны. Самолёт был вооружён 7,7-мм пулемётом Льюиса, находившимся в передней части гондолы. Стрельбу из пулемёта вёл лётчик-наблюдатель. F.B.5 стал первым самолётом, специально построенным для воздушного боя, что сделало его первым в мире действующим истребителем.

## Разработка
В 1912 году фирма «Виккерс» начала проработку концепции вооружённого боевого самолёта, предназначенного для уничтожения других самолётов. Первым построенным самолётом стал «Истребитель» (англ. Destroyer, позже обозначенный как Vickers E.F.B.1), представленный публике в феврале 1913 года на выставке в лондонском выставочном центре «Олимпия». Позднее самолёт разбился во время своего первого полета. Этот самолёт был выполнен по схеме Фармана (с толкающим винтом), дабы избежать необходимости стрелять через воздушный винт, и был вооружён 7,7-мм пулемётом «Виккерс» с ленточным боепитанием.
«Виккерс» продолжила разработку вооружённых бипланов с толкающим винтом, и её главный конструктор Арчи Лоу разработал новый проект, Vickers Type 18 или Vickers E.F.B.2. Это был двухсекционный биплан, оснащённый одним девятицилиндровым роторным двигателем Gnome Monosoupape мощностью 80 л. с. (60 кВт); Самолёт имел стальную трубчатую конструкцию с обтянутыми тканью крыльями и хвостовым оперением, а также обтянутую дюралем гондолу с большими целлулоидными окнами по бокам. Крылья неравного размаха были нешахматными, с боковым управлением за счёт искривления крыла, в то время как самолёт имел большое полукруглое хвостовое оперение. Вооружение состояло из одного пулемёта «Виккерс», установленного в носовой части гондолы. Пулемёт имел ограниченные углы наведения по горизонтали, а само место его размещения предоставляло стрелку весьма ограниченный обзор.

## История эксплуатации
Первый F.B.5 был доставлен в 6-ю эскадрилью Королевского летного корпуса (RFC) в Нетеравоне в ноябре 1914 года. К концу 1915 года самолёт был превзойдён[уточнить] Fokker Eindecker. Образцы улучшенных Vickers F.B.9 были отправлены во Францию в ожидании достаточных поставок с Королевского авиационного завода F.E.2b, однако F.B.5 и F.B.9 были полностью сняты с вооружения к июлю 1916 года. Остальные экземпляры, находящиеся на британской службе, в основном использовались в качестве тренажеров.